# Восстание Вальдепеньяс
Восстание Вальдепеньяс было народным восстанием, которое произошло 6 июня 1808 года, в начале Пиренейской войны (являющейся частью наполеоновских войн), в городе Вальдепеньяс, провинция Сьюдад-Реаль, Кастилия-Ла-Манча. Вальдепеньяс находится на главной дороге из Мадрида в Андалусию.
После восстания Санта-Крус-де-Мудела, произошедшего в предыдущий день, французские генералы Лижье-Белер и Руаз, возглавляющие около 800 военнослужащих, в том числе 250 драгунов, вместе с примерно 300 солдатами, спасшимися во время восстания в Санта-Крус-де-Мудела, собирались пройти через город Вальдепеньяс. Как только они под звуки горна и барабана вошли в город, на них напали жители, в том числе женщины (в частности, Ла Галана, ставшая национальной героиней). Лижье-Белер направил против них драгунов, которые были вынуждены отступить. В отместку французские войска подожгли около 500 домов и расстреливали бегущих людей.
Столкнувшись с невозможностью пройти через город, французы начали переговоры о перемирии. В результате было достигнуто соглашение, что французские войска не проходят через деревню, а за это жители снабжают их запасами продовольствия на один день. На колокольне главной церкви был поднят белый флаг. На следующий день французы смогли войти в деревню без оружия, чтобы собрать их тела. Пожар не прекращался в течение трех дней.

## Последствия

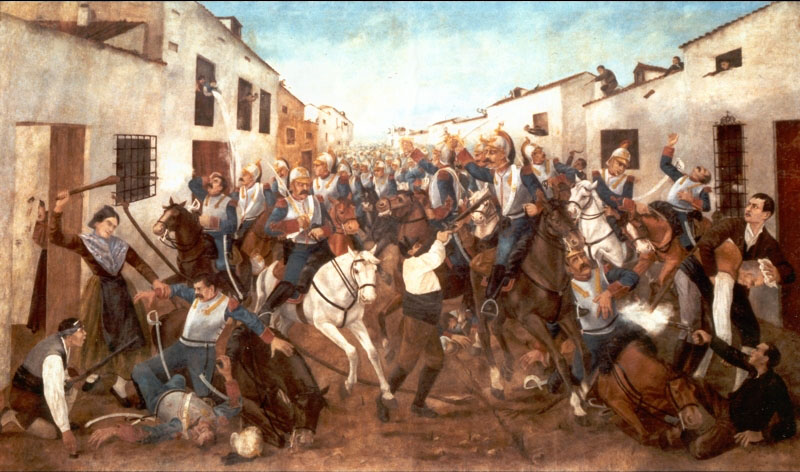
Картина Эудженио Бонелля, изображающая эпизод восстания. 1910 год.

Партизанские действия в Санта-Крус и Вальдепеньяс, наряду с более отдельными стычками в самой Сьерра-Морене, фактически перерезали французские военные связи между Мадридом и Андалусией примерно на месяц.

## Память
В 1823 году король Фердинанд VII посетил Вальдепеньяс. Увидев руины, всё ещё сохранившиеся после пожара, он присвоил городу звание «Героический город».